# Kerri Tepper
Kerri Tepper (* 4. März 1967 in Horsham (Victoria)) ist eine australische Tischtennisspielerin. Sie nahm an den Olympischen Spielen 1988 und 1992 teil.

## Karriere als Sportlerin
Kerri Tepper trat zwischen 1986 und 1997 in mehr als 27 internationalen Tischtennisturnieren auf. Dreimal wurde sie australische Meisterin im Einzel. Sie gewann 1986, 1988 und 1993 die Ozeanienmeisterschaften im Einzel.
Bei den Olympischen Spielen 1988 in Seoul trat sie im Einzel- und Doppelwettbewerb an. Nach zwei Siegen und drei Niederlagen landete sie auf Platz 25 im Einzel. Sie gewann gegen Patricia Offel (Ghana) und Lau Wai Cheng (Malaysia) und verlor gegen Kiyomi Ishida (Japan), Li Huifen (China) und Mok Ka Sha (Hongkong). Im Doppel spielte sie zusammen mit Nadia Bisiach. Hier gelang nur ein Sieg gegen Mok Ka Sha / Hui So Hung (Hongkong). Sechs Spiele gingen verloren, wodurch sie mit Platz 15 Letzter wurden.
Bei den Olympischen Spielen 1992 in Barcelona kam sie im Einzel auf Platz 33 und im Doppel auf Platz 17. Im Einzel in Gruppe G bezwang sie Sonia Touati (Tunesien) und unterlag Lee Jeong-Im (Südkorea) und Chai Po Wa (Hongkong). Doppelpartnerin war diesmal Ying Kwok. Auch hier standen dem Sieg gegen Lyanne Kosaka / Monica Doti (Brasilien) zwei Niederlagen gegenüber. Gordana Perkučin / Jasna Fazlić (IOA) und Bettine Vriesekoop / Mirjam Hooman-Kloppenburg (Niederlande) waren zu stark.
Als erste Australierin platzierte sie sich unter den TOP 100 der ITTF-Weltrangliste. In der Ozeanien-Rangliste wurde Nadia Bisiach 1988 auf Platz eins geführt.

## Funktionärstätigkeiten
Von 1993 bis 1996 war Kerri Tepper Geschäftsführerin (Chief Executive Officer) des Tischtennisverbandes von Victoria. Ehrenamtlich wirkte sie noch in zahlreichen weiteren Organisationen mit.

## Ehrungen
Im Jahr 2002 wurde sie in die Hall of Fame des Tischtennisverbandes von Victoria aufgenommen, 2008 in die Hall of Fame des australischen Tischtennisverbandes.

## Privat
Kerri Tepper hat drei Geschwister. Ihr Bruder Glenn war ebenfalls international im Tischtennis erfolgreich.